# Hydrelia tchratchraria
Hydrelia tchratchraria är en fjärilsart som beskrevs av Charles Oberthür 1893. Hydrelia tchratchraria ingår i släktet Hydrelia och familjen mätare. Inga underarter finns listade i Catalogue of Life.